# Jet Harris
Jet Harris MBE (6 de julho de 1939 — 18 de março de 2011) foi baixista do conjunto britânico The Shadows. Deixou o grupo em 1962, lançando-se em carreira solo. Obteve algum êxito com seus lançamentos instrumentais e vocais, mas seu maior sucesso foi o single "Diamonds". Lançada em parceria com Tony Meehan, também ex-integrante do The Shadows, a gravação chegou à primeira colocação das paradas musicais do Reino Unido no começo de 1963.
Um acidente automobilístico, aliado a diversos problemas pessoais, forçou-o a dar uma pausa em sua carreira no final do mesmo ano. Tentou retornar em 1966, a princípio sozinho e posteriormente como parte do Jeff Beck Group, mas acabou afastando-se da indústria da música novamente em 1967.
Harris continuou a gravar e a se apresentar ocasionalmente, sendo indicado em 2009 ao título de Membro da Ordem do Império Britânico.
Após dois anos lutando contra um câncer, Harris morreu em 18 de março de 2011 em sua casa em Winchester.

## Discografia

### Singles
- 1962 "Besame Mucho" (solo) - May 1962 (Decca F11466)
- 1962 "Main Title Theme (from The Man With the Golden Arm)"  August 1962 (Decca F11488)
- 1963 "Diamonds" / "Footstomp" (com Tony Meehan) (Decca F11563)
- 1963 "Scarlett O'Hara" / "(Doing the) Hully Gully" (com Tony Meehan) (Decca F11644)
- 1963 "Applejack" (com Tony Meehan) (Decca F11710)
- 1963 "Theme For a Fallen Idol" / "Guitar Man"
- 1963 "Big Bad Bass" / "Rifka"
- 1963 "Diamonds" / "Big Bad Bass From Texas"
- 1967 "My Lady" / "You Don't Live Twice" (Fontana TF 849) (arranjos por Tony Meehan)
- 2006 "San Antonio"
- 2006 "Jet Harris" / "Wild One (Real Wild Child)" (Decca)

### EPs
- Jet Harris (Decca Dfe 8502)

### Álbuns
- 1977 Inside Jet Harris (Ellie Jay Records/ Castle Records)
- 1989 Diamonds and Other Gems (Deram 820634-2)
- 1992 The Anniversary Album (Q Records)
- 1994 Twelve Great Guitar Gems (Zing Records)
- 1996 Live Over England (Zing Records)
- 1993 Beyond The Shadow of a Doubt (Zing Records)
- 1997 Two of a Kind (com Alan Jones) (Zing Records)
- 1995 Tributes and Rarities (Zing Records)
- 1998 One of Our Shadows is Missing (com The Local Heroes)
- 2001 The Phoenix Rises (Mustang Music)
- 2002 Diamonds are Trumps (Solent Records)
- 2007 The Journey (Crazy Lighthouse Records)